# Société historique de Québec
La Société historique de Québec est un organisme à but non lucratif qui s'est fixé pour objectifs la promotion et la diffusion de l’histoire de la ville de Québec, la protection, la conservation et à la mise en valeur de son patrimoine à travers la gestion d'un centre de documentation et la participation à des débats publics afin de sensibiliser intervenants et décideurs sur les bienfaits de la sauvegarde de cette richesse patrimoniale.

## Historique
Fondée le 15 février 1937 par l’abbé Pierre Gravel, vicaire de Saint-Roch, Silvio Dumas (1897-1982), et Clovis Plamondon (1901-1962), respectivement et comptable et commis de bureau chez P.T. Légaré meubles, la Société historique de Québec a été constituée en corporation le 21 novembre 1947. Elle acquiert en 1987 un statut d’organisme reconnu par la ville de Québec. Dans le cadre du programme d’aide aux organismes culturels de la ville, l'organisme se voit ainsi octroyer une subvention annuelle pour lui permettre de mener à bien ses activités.
De 1937 à 1987, c'est dans les locaux du Séminaire de Québec qu'est située  la Société historique de Québec. Pendant les sept années suivantes jusqu'en 1994, l'organisme sera hébergé au sous-sol de l’hôtel de ville de Québec avant d'être relocalisé d'abord au 72 côte de la Montagne de 1996 à 2007, puis au sous-sol de la chapelle du Bon-Pasteur, sur la rue De La Chevrotière (2007 - 2010) pour, à nouveau, changer d'emplacement et se retrouver dans les locaux du collège François-de-Laval (anciennement le Petit séminaire de Québec) sur la rue de la Vieille-Université.

## Activités
Cérémonie du 3 juillet
Moins de cinq mois après sa fondation en février 1937, la Société historique de Québec a tenu à rendre hommage au fondateur de la ville de Québec, Samuel de Champlain, au cours d'une cérémonie qui est devenue depuis, une tradition. Chaque année, le 3 juillet, des gerbes de fleurs sont déposées au pied du monument du fondateur sur la terrasse Dufferin et des allocutions sont prononcées. Depuis 1978, la cérémonie est organisée par l'administration de la ville en collaboration avec la Société historique.
Conférences et entretiens
Outre des conférences, des entretiens sont aussi offerts au public invité à venir partager leur savoir concernant l'histoire de Québec et ses environs que ce soit sous forme d'exposé ou encore d'entretien avec l’historien Jean-Marie Lebel.
Concours d’écriture historique
Depuis 2008, la Société historique de Québec implique les jeunes, les invitant à s'intéresser à l'histoire en organisant un concours d’écriture. Celui-ci s’adresse aux élèves des 3e et 4e secondaires des écoles de la région de Québec avec pour objectif "...de faire prendre conscience aux jeunes de l’apport important des personnes dans la fondation et le développement de [la ville de Québec]". Chaque année, un nouveau thème est choisi. La rédaction des textes doit porter soit sur :
- une personne ayant joué un rôle important pour le développement ou le maintien de la colonie ou de la ville;
- un personnage important de l’histoire de la ville;
- une famille fondatrice;
- un événement marquant pour la ville;
- l’histoire d’un édifice patrimonial;
- l’apport des peuples autochtones.

Ou encore porter sur la vie des fondateurs telle qu’elle pourrait être imaginée par l'élève concernant soit :
- l’évolution de la ville;
- le rôle des institutions de notre ville.

Les participants dont les textes ont été choisis pour les trois premiers prix se voient remettre une plaque, sur laquelle est inscrit le nom de l’élève gagnant, son école d’origine et le nom de son professeur d’histoire, de même qu'une bourse.
Une bourse est aussi offerte par l’Association pour le soutien et l’usage de la langue française pour récompenser le texte se démarquant par la qualité de la langue française.
Enfin, les textes gagnants sont publiés dans le bulletin de la Société historique de Québec, de même que la page Facebook de l'organisme.
Médaille décernée
Depuis 2012, l'organisme décerne sa médaille de reconnaissance de la Société historique de Québec.
Elle est remise tous les deux ans aux personnes qui "...contribuent ou ont contribué à faire découvrir l’histoire de notre ville, à mettre en lumière son riche patrimoine, ses atouts et ses beautés ou qui ont su faire connaître l’importance du rôle joué par Québec sur la scène nationale ou internationale."
Lauréats
- 2012 - Michel Gaumond (archéologue responsable de la restauration et de la mise en valeur de la place Royale à Québec)[8]
- 2015 - David Mendel (historien de l’art, cofondateur des Visites Mendel)[8]
- 2017 - Yves Beauregard (historien, directeur de la revue Cap-aux-Diamants)[8]
- 2019 - Réjean Lemoine (historien)
- 2021 - Jean-François Caron (historien)

## Liste des dirigeants
| Identité                      | Période | Période | Durée |
| Identité                      | Début   | Fin     | Durée |
| ----------------------------- | ------- | ------- | ----- |
| Alex Tremblay-Lamarche (d)    | 2018    | 2023    | 5 ans |
| André Potvin (d) (né en 1965) | 2023    |         |       |

## Publications
Depuis 1980, la Société historique de Québec publie le bulletin Québecensia dont la périodicité a varié avec les années. Depuis 2011, le bulletin est publié deux fois par année. Depuis quelques années, les anciens numéros de Québecensia sont disponibles en ligne. Elle publie également depuis 1982 son Calendrier des vues anciennes de Québec. Son service d'édition publie aussi des livres, ses Cahiers d’Histoire, , . 